# OpenETCS
openETCS soll das erfolgreiche Konzept von Open-Source-Programmen für sicherheitskritische Bereiche der Eisenbahn- und Verkehrstechnik nutzbar machen. Es wurde als Methode für die Entwicklung von ETCS-Fahrzeugausrüstungen der neuen Generation ETCS Baseline 3 betrachtet. Seit 2011 wurde es als Projekt des westeuropäischen Softwareforschungs-Rahmenprogramms Information Technology for European Advancement (ITEA) geführt. Im Ergebnis wurde es ein wesentlicher Träger der Interoperabilität gemäß TSI, bei der die Software der ETCS-Kernfunktionalität unter EUPL (Version 1.1) zur Verfügung gestellt wurde. Es wurde eine Programmierschnittstelle (API) definiert, die openETCS-Software auf geeigneten Rechnersystemen (European Vital Computer) universell lauffähig macht. Daneben wurde eine komplette Werkzeugumgebung zur Spezifikation, Modellierung, Entwicklung, Verifikation und Validierung (Test) der Software geschaffen. Das stellt die in ETCS-Fahrzeugrechnern gelieferte Software einer breiten Qualitätskontrolle zur Verfügung und macht erreichte Sicherheitsnachweise einer öffentlichen Fachdiskussion zugänglich. Damit sind neben der Software auch sämtliche zur Qualitätssicherung notwendigen Werkzeuge und Dokumentationsmethoden erfasst.
Nachdem das Projekt zeitlich parallel zu dem Projekt NeuPro der Deutschen Bahn (DB) durchgeführt wurde, gab es doch keine direkte Verknüpfung zwischen Fahrzeug- und Streckentechnik sowie Logistik. Nachdem die Schweizerischen Bundesbahnen (SBB) im Februar 2019 dem openETCS e. V. beigetreten sind, wird eine wesentliche Erweiterung der Tätigkeiten auf die streckenseitige Ausrüstung bewirkt.

## Begründung
Die Begründung für die Notwendigkeit eines solchen Ansatzes ergibt sich damit, dass die ETCS-Fahrzeugausrüstung wesentlicher Träger der Sicherheitsfunktionen für die Interoperabilität für das zukünftige Europäische Eisenbahnsystem sein wird. Einerseits ist mit Veröffentlichung der SRS ab Baseline 3 bereits die funktionale Spezifikation veröffentlicht und andererseits ist die Garantie der Sicherheit im Eisenbahnwesen eine öffentliche Aufgabe von hohem Rang. Man kann Software im Prinzip als eine Transformation der funktionalen Spezifikation zwecks Abarbeitung durch eine Maschine (hier Mikroprozessor) auffassen. Damit besteht prinzipiell kein Vorteil im Geheimhalten der Software, wenn die Spezifikation bereits als öffentliches Dokument zur Verfügung steht, da in der funktionalen Spezifikation das spezifische Systemwissen enthalten ist, ist die ETCS-Kernsoftware auch nicht als produktdifferenzierendes Merkmal für unterschiedliche Hersteller geeignet. Parallelentwicklungen der gleichen Softwarefunktionalität stellen dann nur noch eine Verschwendung von knappen Entwicklungsressourcen bei gleichzeitig suboptimalen Ergebnissen dar, da erfahrungsgemäß davon ausgegangen werden kann, dass bei einem konsortial angelegten Open-Source-Software-Projekt im Laufe seines Lebenszyklus schneller die Anzahl der verbleibenden Restfehler reduziert werden kann, als dies unterschiedliche parallele Entwicklungsprojekte mit begrenzten Entwicklungsteams leisten können.
Im Jahr 2009 brachte die Deutsche Bahn ein Projekt auf den Weg, in dem Möglichkeiten zur Minderung der ETCS-Fahrzeugkosten zumindest auf das Niveau konventioneller Zugsicherungssysteme zu senken. Aufbauend auf mehr als zehn Jahren Erfahrung der Deutschen Bahn mit unter freier Lizenz und/oder als Open-Source-Software veröffentlichter Software, entstand die Idee einer entsprechenden ETCS-Lösung. Der Vorschlag für ein openETCS-Projekt wurde erstmals 2009 auf einer Tagung des ifv-Bahntechnik in Berlin öffentlich präsentiert. Danach wurde es einem größeren Fachpublikum auf der Signal+Draht-Fachtagung im Oktober 2009 in Fulda vorgestellt und in der Zeitschrift Signal + Draht 10/2009 veröffentlicht. Die Resonanz in der Bahnbranche war sehr unterschiedlich. Einige Bahnbetreiber begrüßten das Konzept, da langfristig eine Qualitätsverbesserung erwartet und die Abhängigkeit (Vendor Lock-in) von den Originalherstellern bei der Softwarepflege verringert wird. Andererseits zweifelten Teile der Herstellerindustrie an, dass sicherheitskritische Software im Bahnbereich auf der Basis von Open-Source-Projekten verwendet werden kann.

## Geschichte
In einem Memorandum of Understanding verständigten sich fünf europäische Bahngesellschaften (ATOC (UK), DB Fernverkehr (D), NS (NL), SNCF (F), Trenitalia (I)) darauf, ein openETCS-Projekt zu definieren und voranzutreiben.
Die DB Fernverkehr AG hatte bei ihrer Anfang 2010 erfolgten Ausschreibung zur Beschaffung von ETCS-Fahrzeugausrüstungen der ICE T (Baureihen 411, 415) und ICE 3 erstmals eine Lizenzierung gemäß EUPL v.1.1 für die ETCS-Kernsoftware nach UNISIG subset 026 gefordert. Zwei Bieter boten dabei eine Open-Source-Option an. Der Auftrag wurde an Alstom vergeben.
Die Ausrüstungen werden seit Fahrplanwechsel im Dezember 2012 für die Befahrung der ETCS-Strecke St. Pölten – Wien (Westbahn) erstmals eingesetzt und soll später auf ETCS-Strecken in der Schweiz und im gesamten Netz der DB Netz AG zum Einsatz kommen. Eine Lizenzierung gemäß EUPL und damit Offenlegung der Software war im Jahr 2011 frühestens mit Verfügbarkeit der ETCS Baseline 3 ab 2013 geplant, hätte aber spätestens 2017[veraltet] erfolgen müssen. Im Jahr 2013 ging man von einer Veröffentlichung im Jahr 2016[veraltet] aus.
Die Entwicklung von openETCS wurde seit Ende 2011 als ITEA-Projekt mit öffentlichen Mitteln finanziert. An diesem Projekt beteiligten sich 32 Unternehmen und Organisationen.
Seit Beendigung des Projektes im Dezember 2015 gab es keine veröffentlichten Aktivitäten mehr. Die Ergebnisse werden auf der aktuellen Webseite von ITEA 3 präsentiert.
Im Februar 2019 wurde der Beitritt der Schweizerischen Bundesbahnen (SBB) zum openETCS e. V. bekanntgegeben. Damit wird eine wesentliche Erweiterung auf die streckenseitige Ausrüstung bewirkt. Die SBB haben mit ihrer nationalen Initiative Smartrail 4.0 und Reference CCS Architecture (RCA) bereits Erfahrungen im Bereich von Common Components Systems (CCS) gesammelt. Man will durch die Zusammenarbeit mit den openETCS-Mitgliedern eine passende CCS-Referenzarchitektur auch auf der Fahrzeugseite erreichen.